# حمض فينيل الأرسونيك
 حمض فينيل الأرسونيك  مركب كيميائي له الصيغة المجملة C6H7AsO3، كما يكتب C6H5AsO(OH)2، ويكون على شكل بلورات عديمة اللون. يعد هذا المركب من المشتقات العضوية لحمض الزرنيخيك AsO(OH)3، حيث تحل مجموعة فينيل محل إحدى مجموعات الهيدروكسيل.

## الخواص
أظهرت دراسة البلورات بالأشعة السينية لبلورات حمض فينيل الأرسونيك أن الجزيئات ترتبط ببعضها البعض بروابط هيدروجينية بين ذرات الأكسجين يبلغ طولها 2.5 Å أنغستروم، وترتبط المرتبطات بمركز الزرنيخ على شكل رباعي وجوه.

## التحضير
حضر حمض فينيل الأرسونيك أول مرة من قبل العالمين ميخاليس Michaelis ولونزر Loenser عام 1877. يمكن تحضير حمض فينيل الأرسونيك بعدة أساليب. تتضمن إحدى الطرق معالجة ملح لفينيل الديازونيوم مع إحدى أملاح زرنيخيت (زرنيخيت الصوديوم مثلا)، وذلك بوجود حفاز من أحد أملاح النحاس الثنائي.
C6H5N2+  +  NaAsO3H2  →  C6H5AsO3H2  +  Na+  +  N2
يمكن تحضير مشتقات من حمض فينيل الأرسونيك بطريقة مماثلة.

## الاستخدامات
- يستخدم فينيل الأرسونيك في تركيب بعض المحاليل المنظمة.
- يستخدم من أجل تحضير مركبات الزرنيخ العضوية الأخرى.